# Bye Bye
A Bye Bye Mariah Carey amerikai popénekesnő második kislemeze tizenötödik, E=MC² című albumáról. Egyes európai országokban (például Hollandia, Belgium, Franciaország, Svájc) nem jelent meg, ezekben az I’ll Be Lovin’ U Long Time a második kislemez.

## Megjelentetése
Bár Carey a dalt elhunyt édesapjáról írta, igyekezett általánosabbra venni a témát, hogy mindenkihez szóljon, aki elveszített valakit. Carey úgy vélte, ha általánosabbá teszi a dalt, akkor „mindenkinek gyógyíthat a sebein, mindenki a saját élményeit éli át rajta keresztül”.
A Mediabase adatai alapján a dalt 2008. április 7-én játszották először a rádiók. Az iTunesról április 14. óta letölthető.
Carey először a T4 4Music-on adta elő a dalt, majd a digitális megjelenés napján, április 14-én ismét fellépett vele, ezúttal a The Oprah Winfrey Showban, majd két nappal később az American Idol 7. évadjának eredményhirdetésén. Április 25-én a Good Morning America műsorban is előadta.
A dalt hivatalosan április 22-én adták hozzá a rádiók játszási listájához.

## Fogadtatása
A VH1 azt írta kritikájában, a dal túl egyszerű egy Carey kaliberű művésznek – szinte biztosítás, „ha más dal nem lesz sikeres, akkor ez biztosan”. Másoktól a dal nagyon pozitív kritikákat kapott. A Rap-Up.com szerint a Bye Bye „olyan dal, melyet mindenki át tud érezni, és lesz, akinek könnyes lesz tőle a szeme”. Azt is megjósolta, hogy valószínűleg ez lesz Carey 19. listavezető száma. Az About.com munkatársa, Bill Lamb kijelentette, hogy bár „semmiről nem lehet teljes biztonsággal előre megállapítani, hogy listavezető lesz-e, [a Bye Bye] esetében ez majdnem biztos”, és a dal „univerzális jellegű”. A FMQB.com munkatársa, Bob Burke kijelentette, hogy a dal „egy újabb ékkő”, és „biztos, hogy ez lesz a 19. listavezető”. A Blues and Soul magazin 8/10-es osztályzatot adott a dalra, és kijelentette: „abszolút lenyűgöző dal, abszolút lenyűgöző hangfekvésben, egy abszolút lenyűgöző dívától”. A Billboard kritikusa, Chuck Taylor írása szerint „csilingelő zongoradallam kíséri a szöveget, szintetizátorok, egy csipet R&B-t visz bele egy néha belekiáltó férfihang; az énekesnő hangja crescendóba emelkedik, bár a keverés során ezt enyhítették. A Bye tizenkilencedszer is a slágerlista csúcsára emeli Careyt.”
A Bye Bye a Billboard Hot 100 23. helyén nyitott, az első héten – miután Carey előadta az American Idolban – 60 000-en töltötték le. Bár az ezt követő hetekben lecsúszott a 32., majd a 38. helyre, lassan sikerült felkapaszkodnia a Top 20-ba, ahol a 19. helyig jutott.
Kanadában a 34. helyre került a Hot 100-on, ezzel a 32. top 40 dala lett Mariahnak az országban. A dal tizenkét hétig maradt a listán.
Az Egyesült Királyságban a 88. helyen nyitott 2008. május 19-én, a hivatalos megjelenése előtt egy hónappal, és a következő héten feljutott az 56. helyre, végül a 30. volt a legmagasabb pozíció, amit elért.
A dal kapott egy jelölést a 2008-as Teen Choice Awardson, R&B kategóriában.

## Videóklip és remixek
A dal videóklipjét Justin Francis rendezte. A klip Careyt és későbbi férjét, Nick Cannont mutatja különféle eseményeken, a végén pedig olyan, már elhunyt emberek képei láthatóak, akikkel Carey valamikor együtt dolgozott, köztük David Cole, Luciano Pavarotti, Ol' Dirty Bastard és Luther Vandross, valamint az énekesnő elhunyt családtagjai, köztük az édesapja és a nagyanyja.
A Bye Bye videóklipjét – miután Carey többször is lemondta előre megbeszélt megjelenését a TRL-en és a BET 106 and Park műsorában – a Comcast.net mutatta be 2008. május 5-én éjfélkor.

### Hivatalos remixek, verziók listája
- Bye Bye (Album Version) – 4:26
- Bye Bye (A Cappella) – 4:30
- Bye Bye (Instrumental) – 4:27
- Bye Bye (Radio Edit) – 3:56
- Bye Bye (So So Def Remix feat. Jay-Z) – 3:57
- Bye Bye (R'n'B Remix feat. Akon & Lil Wayne) – 4:34
- Bye Bye (R'n'B Remix feat. Akon) – 4:11
- Bye Bye (Al B. Rich Edit) – 4:34
- Bye Bye (Al B. Rich Mix) – 7:51
- Bye Bye (Tony Moran & Warren Rigg Edit) – 4:24
- Bye Bye (Tony Moran & Warren Rigg Mix) – 8:50
- Bye Bye (Firesigns Tribal Anthem Radio Edit) – 4:40
- Bye Bye (Firesigns Tribal Anthem Radio Mix) – 9:34
- Bye Bye (Dusty O’s Vintage Mix) – 4:38

## Változatok
CD kislemez (Egyesült Királyság)
1. Bye Bye (Album Version)
2. Bye Bye (So So Def Remix feat. Jay-Z)

CD maxi kislemez (Egyesült Királyság)
1. Bye Bye (Album Version)
2. Touch My Body (Craig C’s Club Mix)
3. We Belong Together (Remix feat. Jadakiss and Styles P.)
4. Bye Bye (Videóklip)

CD maxi kislemez (Németország)
1. Bye Bye (Album Version) – 4:26
2. Touch My Body (Subkulcha Radio Edit) – 4:34
3. Bye Bye (TV Edit) – 3:55
4. We Belong Together (Remix feat. Jadakiss and Styles P.) – 4:28

12" kislemez (EU)
1. Bye Bye (Album Version)
2. Bye Bye (So So Def Remix feat. Jay-Z)

## Helyezések
| Slágerlista (2008)                  | Legmagasabb helyezés |
| ----------------------------------- | -------------------- |
| USA Billboard Hot 100               | 19                   |
| USA Billboard Pop 100               | 20                   |
| USA Billboard Hot R&B/Hip-Hop Songs | 34                   |
| Ausztrál kislemezlista              | 71                   |
| Brazil kislemezlista                | 20                   |
| Brit kislemezlista                  | 30                   |
| Ciprusi kislemezlista               | 8                    |
| Hongkongi külföldi slágerlista      | 5                    |
| Horvát kislemezlista                | 9                    |
| Ír Top 50 kislemez                  | 40                   |
| Japán Hot 100                       | 73                   |
| Kanadai Hot 100                     | 34                   |
| Portugál Top 50 kislemez            | 13                   |
| Román Top 100                       | 86                   |
| Tajvani Top 10                      | 2                    |
| Török Top 20                        | 14                   |
| Új-zélandi RIANZ kislemezlista      | 7                    |
| European Hot 100                    | 84                   |
| Nemzetközi egyesített slágerlista   | 31                   |